# Simon Sudbury
Pour les articles homonymes, voir Theobald.
Simon Sudbury, Simon de Sudbury, de son vrai nom Simon Theobald ou Tybald (né à Sudbury dans le Suffolk, exécuté le 14 juin 1381) est un ecclésiastique anglais. Il est le cinquante-huitième archevêque de Cantorbéry du 4 mai 1375 à sa mort. Il fut également évêque de Londres.

## Biographie
Simon Sudbury, fils de Nigel Theobald, étudia à l’Université de Paris, et devint l'un des chapelains du pape Innocent VI, qui le dépêcha en 1356 vers Édouard III d'Angleterre.
En octobre 1361 le pape le choisit comme Évêque de Londres, et il fut consacré le 20 mars 1362. Bientôt il entra au service du roi d’Angleterre, entre autres comme ambassadeur. Le 4 mai 1375 il succéda à William Whittlesey en tant qu’Archevêque de Cantorbéry et devint partisan de Jean de Gand.
En juillet 1377, il couronna Richard II, et en 1378 John Wyclif comparut devant lui à Lambeth, mais l’archevêque n'entreprit des poursuites contre l'hérétique que sous la pression populaire.
En janvier 1380, Sudbury devint lord chancelier d'Angleterre mais les paysans révoltés voyaient en lui la cause de leurs difficultés. Lorsque John Ball, le chef rebelle du Kent, fut libéré par l'archevêque de sa prison de Maidstone pour calmer le mouvement insurrectionnel, ce dernier alla saccager les palais du prélat à Cantorbéry et Lambeth puis, lançant ses partisans à l'assaut de la Tour de Londres, il s'empara de la personne de l'archevêque. Sudbury était si impopulaire que les gardes laissèrent la foule emmener leur maître.
Sudbury fut traîné jusqu'à Tower Hill et là, le 14 juin 1381, il fut décapité. Sa dépouille fut inhumée dans la Cathédrale de Cantorbéry, tandis que sa tête (qu'on avait dépendue du Pont de Londres) est conservée depuis comme relique dans l'église Saint-Grégoire de Sudbury dans le Suffolk : Simon Sudbury avait en effet fait réparer cette église. Avec son frère, John of Chertsey, il avait aussi fondé un collège à Sudbury ; il fit construire un certain nombre d'édifices à Cantorbéry.